# Dealy Island
Dealy Island är en ö i Kanada.   Den ligger i territoriet Nunavut, i den norra delen av landet, 3 600 km nordväst om huvudstaden Ottawa. Arean är 4,0 kvadratkilometer.
Terrängen på Dealy Island är platt. Öns högsta punkt är 59 meter över havet. Den sträcker sig 1,7 kilometer i nord-sydlig riktning, och 3,2 kilometer i öst-västlig riktning.
Trakten runt Dealy Island är permanent täckt av is och snö.